# I Know Where It's at
I Know Where It's At è il singolo di debutto del gruppo musicale britannico delle All Saints. È il primo singolo estratto dal loro eponimo album All Saints.

## Crediti
| Testi e musiche | Shaznay Lewis, Karl Gordon, Becker and Fagan |
| Produttore      | Karl Gordon                                  |

## Tracce e formati
| CD 1               | CD 1                                                                | CD 1 |
| ------------------ | ------------------------------------------------------------------- | ---- |
| 1.                 | "I Know Where It's At" (Culfather and Jo's Alternative Mix - Radio) | 4.03 |
| 2.                 | "I Know Where It's At" (Original Radio Mix)                         | 4.00 |
| 3.                 | "I Know Where It's At" (Culfather and Jo's Alternative Mix)         | 4.46 |
| 4.                 | "I Know Where It's At" (Original Mix)                               | 5.02 |
| CD 2               |                                                                     |      |
| 1.                 | "I Know Where It's At" (K-Gee's Bounce Mix)                         | ?    |
| 2.                 | "I Know Where It's At" (Nu Birth Riddum Dub)                        | 5.14 |
| 3.                 | "I Know Where It's At" (Colour System inc. Vox)                     | ?    |
| 4.                 | "Alone"                                                             | 3.31 |
| Cassette/Two track |                                                                     |      |
| 1.                 | "I Know Where It's At" (Culfather and Jo's Alternative Mix - Radio) | 4.03 |
| 2.                 | "Alone"                                                             | 3.31 |

## Classifiche
| Paese         | Data              | Posizione | Certificazione | Copie   |
| ------------- | ----------------- | --------- | -------------- | ------- |
| Canada        | 20 marzo 1998     | #2        |                |         |
| Regno Unito   | settembre 1997    | #4        |                | 165,000 |
| Nuova Zelanda | 19 ottobre 1997   | #8        |                |         |
| Australia     | 19 luglio 1998    | #12       | Gold           |         |
| Irlanda       | 4 settembre 1997  | #19       |                |         |
| Francia       | 14 febbraio 1998  | #20       |                |         |
| Svizzera      | 12 ottobre 1997   | #25       |                |         |
| Paesi Bassi   | 27 settembre 1997 | #33       |                |         |
| Stati Uniti   | 23 febbraio 1998  | #36       |                |         |
| Svezia        | 10 ottobre 1997   | #37       |                |         |

## Remix
- Colour System inc. Vox
- Cutfather and Jo Alternative Mix
- Cutfather and Jo Alternative Mix - Radio
- Extended Mix
- Groovy Mix
- Instrumental
- K-Gee's Bounce Mix
- Nu Birth Riddum Dub
- Original Mix
- Original Radio Mix